# Dorjpalamyn Narmandakh
Dorjpalamyn Narmandakh (em mongol: Доржпаламын Нармандах; Darhan, 18 de dezembro de 1975) é um ex-judoca mongol. Ele representou seu país em duas edições dos Jogos Olímpicos de Verão: os Jogos de Atlanta, em 1996 e os Jogos de Sydney, em 2000.
Em 1996, Narmandakh triunfou em seus três primeiros confrontos, o que o classificou para a semifinal, quando foi derrotado pelo tri-campeão olímpico, o japonês Tadahiro Nomura. Apesar da derrota, seu desempenho o qualificou automaticamente para a disputa da medalha de bronze, conquista que veio com uma vitória sobre o bielorrusso Natik Bagirov. Ele também possuí quatro medalhas em campeonatos asiáticos, incluindo um ouro em 1996.

## Carreira
Dorjpalamyn Narmandakh nasceu no dia 18 de dezembro de 1975, na cidade de Darhan, Mongólia.

### Jogos Olímpicos
Narmandakh participou de duas edições dos Jogos Olímpicos de Verão: os Jogos de Atlanta (1996) e os Jogos de Sydney (2000), competindo em ambas na categoria até 60 kg. Na primeira edição, ele debutou vencendo o porto-riquenho Melvin Méndez e prosseguiu eliminando nas fases seguintes o britânico Nigel Donohue e o uzbeque Alisher Mukhtarov. Contudo, terminou sendo derrotado pelo japonês Tadahiro Nomura na semifinal. A companha de Narmandakh, no entanto, o qualificou para a repescagem, na disputa direta pela medalha de bronze. Nesta, Narmandakh triunfou sobre o bielorrusso Natik Bagirov e conquistou o bronze.
Quatro anos depois, nos jogos de Sydney, Narmandakh estreou vencendo o venezuelano Reiver Alvarenga, com um waza-ari num combate que durou cinco minutos. No entanto, ele foi eliminado na rodada seguinte após uma derrota por ippon aplicado pelo sul-coreano Jung Bu-Kyung. Já na repescagem, ele terminou sendo eliminado na primeira rodada, quando perdeu para Nestor Khergiani, da Geórgia.

### Campeonatos Asiáticos
Em campeonatos continentais, Narmandakh conquistou quatro medalhas, incluindo um ouro na edição de 1996, realizada na cidade de Ho Chi Minh, Vietnã. Além desta, possuí três bronzes em: Macau (1993), Osaka (2000) e Ulã Bator (2001).